# Ted Tollner
Ted Alfred Tollner (2 ottobre 1945) è un allenatore di football americano statunitense.

## Nella NFL

### Stagione 1987
Ha iniziato la sua carriera nella NFL con i Buffalo Bills nel ruolo di coach dei wide receiver.

### Stagioni: dalla 1989 alla 1991
È passato ai San Diego Chargers come coordinatore dell'attacco.

### Stagioni 1992 e 1993
Firma con i Los Angeles Rams come coach dei quarterback.

### Stagioni: dalla 2002 alla 2004
Firma con i San Francisco 49ers con lo stesso ruolo.

### Stagioni: dalla 2005 alla 2008
Passa ai Detroit Lions come coordinatore dell'attacco e come coach dei tight end.

### Dalla stagione 2009 alla 2010
Il 4 febbraio 2009 ha firmato con gli Oakland Raiders come coordinatore dei passaggi.
Finita la stagione 2010 ha terminato il suo contratto con i Raiders.